# Entoni Soprano Mlađi
Entoni Džon „Ej Džej“ Soprano, Mlađi (engl. Anthony John "A.J." Soprano, Jr.) je izmišljeni lik u američkoj televizijskoj seriji „Porodica Soprano“ (engl. The Sopranos) Dejvida Čejsa a njegov lik tumači glumac Robert Ajler. Ej Džej je sin Tonija Soprana, glavnog lika serije i šefa najmoćnije lokalne kriminalne organizacije u Nju Džerziju - mafijaške porodice Soprano.

## O liku
Drugo dete Tonija i Karmele Soprano, Enotni Mlađi je u sposoban da svome ocu stvori više problema nego cela FBI-eva kancelarija locirana u Nju Džerziju. Ej Džej je nemotivisani učenik srednje škole, zaluđenik za Nintendo čiji najveći talenat je da nervira svoje roditelje. Neki od primera su: slupao je Karmelin auto dok ga je vozio bez dozvole; uhvaćen da konzumirao marihuanu na svojo žurci; često izjavljuje da njegov život nema smisao; došao pijan na čas fizičkog vaspitanja; provalio u školu i unuštio bazen; i na kraju, bio izbačen iz škole zbog varanja na testu.
Nakon ispada na času fizičkog, školski savetnik je obavestio Tonija i Karmelu da je Entoni Mlađi na granici da bude tretiran kao osoba sa hiperkinetičkim poremećajem. Nakon toga je završio na terapiji, ali su njegovi roditelji ubrzo zaključili da je on „samo klinac koji je malo zabrljao.“ Međutim, kada je Ej Džej izbačen iz škole, Toni je odlučio da je vreme za ozbiljne mere: Ej Džej je upisan u vojnu školu u kojoj nema ni televizije a dan počinje u 05:30 ujutru. Ali nakon što se Entoni Mlađi onesvestio dok je probavao vojničku uniformu, utvrđeno je da pati od napada panike - istih onih od kojih pati njegov otac i od kojih je patio njegov deda. Kao posledica toga, upisivanje u vojnu školu je otkazano.
Nakon srednje škole, Ej Džej nastavlja da živi bez cilja. Vreme provodi zabavljajući se po žurkama sa svojim prijateljima, usput boreći se sa očevom repuatcijom sa jedne, i svoje nežne prirode sa druge strane. Iako je odlučio da ubije Džuniora jer je pucao na njegovog oca, shvatio je da nema u sebi ono što je potrebno za takav čin. Prve znake menjanja Ej Džej pokazuje kada počinje da se zabavlja sa Blankom Selgadom, samohranom majkom, deset godina starijom od njega.

## Spoljašnje veze
- Porodica Soprano na zvaničnom sajtu televizije HBO (језик: енглески)
- Entoni Soprano Mlađi Архивирано на веб-сајту  (2. јануар 2012) na IMDb (језик: енглески)